# Винтовка рычажного действия

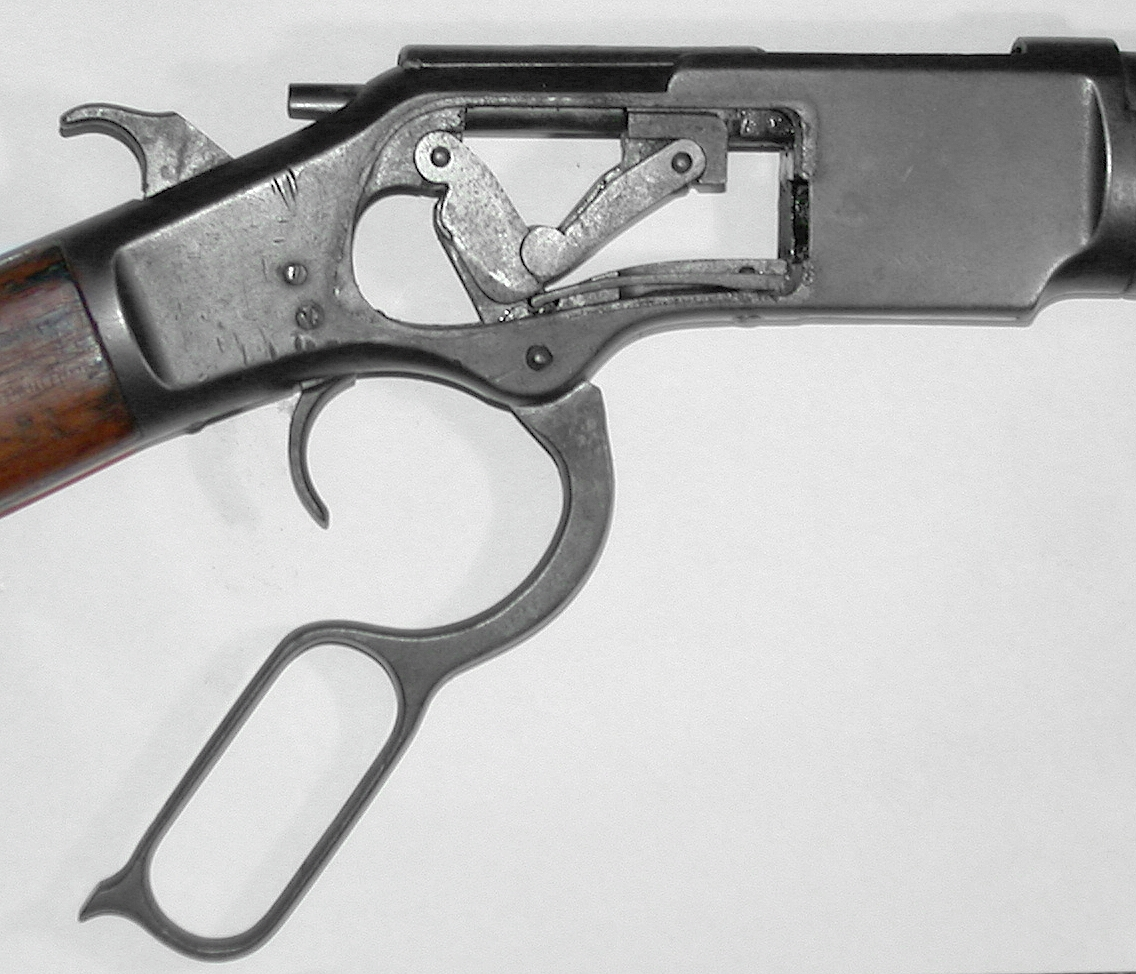
Спусковая скобка на винтовке Winchester Model 1873

Винто́вка рыча́жного де́йствия — многозарядная винтовка, в которой перезарядка при стрельбе осуществляется вручную полукруговым движением спусковой скобы (например, скобы Спенсера) вокруг спускового крючка. В российском ружейном обычае такой способ перезаряжания часто связывается с винтовками со скобой Генри.

## История
Из-за своего удобства рычажный способ перезарядки был особенно распространён в середине XIX века среди винтовок, карабинов и ружей, но иногда встречалась и среди пистолетов. Одним из первых видов оружия, построенным по рычажной схеме, является винтовка Спенсера, созданная в 1860 году, которая широко применялась во время Гражданской войны в США. В дальнейшем такой способ перезарядки был существенно усовершенствован инженером фирмы Winchester Repeating Arms Company Б. Генри, за что и получил его имя (скоба Генри)
С широким распространением бездымного пороха рычажные винтовки были вытеснены винтовками с продольно-скользящим затвором.

## Наиболее известное оружие, построенное по рычажной схеме
- Winchester Model 1873
- Winchester Model 1887
- Winchester Model 1895
- Mossberg 464[англ.]